# 草莓钟螺
草莓钟螺（学名：Clanculus puniceus），是原始腹足目钟螺科Clanculus的一种。主要分布于台湾，常栖息在潮间带到水深2米。